# NGC 4812
NGC 4812 é uma galáxia lenticular (S0) localizada na direcção da constelação de Centaurus. Possui uma declinação de -41° 48' 49" e uma ascensão recta de 12 horas, 56 minutos e 52,6 segundos.
A galáxia NGC 4812 foi descoberta em 8 de Junho de 1834 por John Herschel.